# Варшава (дистрикт)
Дистрикт Варшава —  (нем. Distrikt Warschau, пол. Dystrykt warszawski) — административно-территориальная единица в составе Генерал-губернаторства, части оккупированной Польши во время Второй мировой войны. Образован 26 октября 1939 года, прекратил существование 17 января 1945 года после наступления Красной армии во время Висло-Одерской операции.
Столица дистрикта находилась в Варшаве, а с 1944 года, после поражения Варшавского восстания и приказа Гитлера о полном уничтожении города — в Сохачеве.

## Губернатор
- Людвиг Фишер

## Деление
Дистрикт подразделялся на один городской округ (нем. Stadtkreise), Варшава, и 9 повятов.